# Dolichopeza (Dolichopeza) illingworthi
Dolichopeza (Dolichopeza) illingworthi is een tweevleugelige uit de familie langpootmuggen (Tipulidae). De soort komt voor in het Australaziatisch gebied.